# Аргентина на зимових Олімпійських іграх 1988
Аргентина на зимових Олімпійських іграх 1988 року, які проходили в канадському Калгарі, була представлена 15 спортсменами (10 чоловіками та 5 жінками) у чотирьох видах спорту: гірськолижний спорт, біатлон, санний спорт та лижні перегони. Прапороносцем на церемонії відкриття Олімпійських ігор був лижник Хуліо Мореші.
Аргентина вдесяте взяла участь у зимовій Олімпіаді. Аргентинські спортсмени не здобули жодної медалі.

## Біатлон
| Дисципліна      | Спортсмен       | Промахи | Час     | Місце |
| --------------- | --------------- | ------- | ------- | ----- |
| 10 км, чоловіки | Густаво Джиро   | 6       | 36:38.8 | 70    |
| 10 км, чоловіки | Луїс Аргель     | 8       | 32:25.1 | 68    |
| 10 км, чоловіки | Алехандро Джиро | 3       | 33:55.4 | 65    |

| Дисципліна | Спортсмен       | Час       | Пенальті | Підсумковий час | Місце |
| ---------- | --------------- | --------- | -------- | --------------- | ----- |
| 20 км      | Густаво Джиро   | DSQ       | –        | DSQ             | –     |
| 20 км      | Луїс Аргель     | 1'12:47.6 | 11       | 1'23:47.6       | 67    |
| 20 км      | Алехандро Джиро | 1'11:34.4 | 5        | 1'16:34.4       | 64    |

## Гірськолижний спорт
| Спосртсмен          | Дисципліна                   | Спуск 1 | Спуск 2 | Разом   | Разом |
| Спосртсмен          | Дисципліна                   | Час     | Час     | Час     | Місце |
| ------------------- | ---------------------------- | ------- | ------- | ------- | ----- |
| Хав'єр Рівара       | швидкісний спуск, чоловіки   |         |         | 2:16.79 | 45    |
| Хорхе Біркнер       | швидкісний спуск, чоловіки   |         |         | 2:14.20 | 44    |
| Ігнасіо Біркнер     | супергігант, чоловіки        |         |         | DSQ     | –     |
| Федеріко ван Дітмар | супергігант, чоловіки        |         |         | DNF     | –     |
| Хав'єр Рівара       | супергігант, чоловіки        |         |         | DNF     | –     |
| Хорхе Біркнер       | супергігант, чоловіки        |         |         | 1:53.79 | 39    |
| Федеріко ван Дітмар | гігантський слалом, чоловіки | DNF     | –       | DNF     | –     |
| Хав'єр Рівара       | гігантський слалом, чоловіки | 1:15.69 | 1:12.96 | 2:28.65 | 47    |
| Ігнасіо Біркнер     | гігантський слалом, чоловіки | 1:14.67 | 1:11.41 | 2:26.08 | 46    |
| Хорхе Біркнер       | гігантський слалом, чоловіки | 1:13.36 | 1:10.87 | 2:24.23 | 45    |
| Хорхе Карлос Ейрас  | слалом, чоловіки             | DNF     | –       | DNF     | –     |
| Ігнасіо Біркнер     | слалом, чоловіки             | DNF     | –       | DNF     | –     |
| Хав'єр Рівара       | слалом, чоловіки             | 1:01.12 | DSQ     | DSQ     | –     |
| Хорхе Біркнер       | слалом, чоловіки             | 1:01.11 | 55.86   | 1:56.97 | 26    |
| Маріела Вальєсільйо | швидкісний спуск, жінки      |         |         | DNF     | –     |
| Астрід Стеверлінк   | швидкісний спуск, жінки      |         |         | 1:41.64 | 28    |
| Кароліна Ейрас      | швидкісний спуск, жінки      |         |         | 1:37.37 | 27    |
| Астрід Стеверлінк   | супергігант, жінки           |         |         | 1:36.51 | 41    |
| Маріела Вальєсільйо | супергігант, жінки           |         |         | 1:33.49 | 39    |
| Кароліна Ейрас      | супергігант, жінки           |         |         | 1:29.87 | 37    |
| Кароліна Біркнер    | супергігант, жінки           |         |         | 1:28.42 | 36    |
| Магдалена Біркнер   | гігантський слалом, жінки    | DNF     | –       | DNF     | –     |
| Астрід Стеверлінк   | гігантський слалом, жінки    | 1:10.63 | DNF     | DNF     | –     |
| Кароліна Ейрас      | гігантський слалом, жінки    | 1:07.92 | 1:14.16 | 2:22.08 | 25    |
| Кароліна Біркнер    | гігантський слалом, жінки    | 1:06.46 | 1:14.30 | 2:20.76 | 24    |
| Магдалена Біркнер   | слалом, жінки                | DSQ     | –       | DSQ     | –     |
| Астрід Стеверлінк   | слалом, жінки                | 1:03.06 | 1:01.96 | 2:05.02 | 24    |
| Кароліна Біркнер    | слалом, жінки                | 59.57   | 58.15   | 1:57.72 | 22    |
| Кароліна Ейрас      | слалом, жінки                | 57.17   | 55.56   | 1:52.73 | 20    |

Комбінація
| Спортсмен           | Дисципліна           | Шв. спуск | Слалом | Слалом | Разом  | Разом |
| Спортсмен           | Дисципліна           | Час       | Час 1  | Час 2  | Бали   | Місце |
| ------------------- | -------------------- | --------- | ------ | ------ | ------ | ----- |
| Хорхе Біркнер       | комбінація, чоловіки | 1:59.37   | 49.74  | 48.67  | 243.99 | 24    |
| Хав'єр Рівара       | комбінація, чоловіки | 1:58.28   | DNF    | –      | DNF    | –     |
| Маріела Вальєсільйо | комбінація, жінки    | 1:27.25   | 50.16  | 52.98  | 352.72 | 26    |
| Астрід Стеверлінк   | комбінація, жінки    | 1:26.89   | DNF    | –      | DNF    | –     |
| Кароліна Біркнер    | комбінація, жінки    | 1:25.10   | 46.70  | 48.78  | 255.95 | 25    |
| Кароліна Ейрас      | комбінація, жінки    | 1:24.93   | 45.79  | 49.06  | 248.10 | 24    |

## Лижні перегони
| Дисципліна       | Спортсмен    | Дистанція | Дистанція |
| Дисципліна       | Спортсмен    | Час       | Місце     |
| ---------------- | ------------ | --------- | --------- |
| 15 км (чоловіки) | Хуліо Мореші | DNF       | –         |
| 30 км (чоловіки) | Хуліо Мореші | 1'41:40.3 | 71        |
| 50 км (чоловіки) | Хуліо Мореші | 2'28:36.5 | 59        |

## Санний спорт
| Спортсмен      | Спуск 1 | Спуск 1 | Спуск 2 | Спуск 2 | Спуск 3 | Спуск 3 | Спуск 4 | Спуск 4 | разом    | разом |
| Спортсмен      | Час     | Місце   | Час     | Місце   | Час     | Місце   | Час     | Місце   | Час      | Місце |
| -------------- | ------- | ------- | ------- | ------- | ------- | ------- | ------- | ------- | -------- | ----- |
| Рубен Гонсалес | 49.567  | 32      | 49.628  | 32      | 53.685  | 36      | 48.947  | 31      | 3:21.827 | 33    |